# Adrian Clifton
Adrian Lewis Clifton (Hackney, 12 dicembre 1988) è un calciatore inglese naturalizzato montserratiano, centrocampista o attaccante dell'Hayes & Yeading Utd e della nazionale montserratiana.

## Biografia
Tra il 2000 ed il 2004 ha giocato nelle giovanili dell'Arsenal; successivamente ancora in giovane età è stato in tre diverse occasioni in carcere, dedicandosi nuovamente all'attività calcistica solo al termine della terza ed ultima pena.

## Carriera

### Club
Il primo club ad ingaggiarlo dopo l'uscita dal carcere è stato il Romford, con cui nella prima metà della stagione 2011-2012 ha segnato un gol in 12 partite nella Division One North della Isthmian League (ottava divisione inglese). Successivamente sia nella seconda parte della stagione in questione che nella prima metà della successiva ha giocato nel Walthamstow, sempre nella medesima categoria, mettendovi a segno un totale di 10 gol in 30 partite disputate, e concludendo infine la stagione 2012-2013 all'East Thurrock Utd, con cui ha giocato 9 partite in Isthmian League (settima divisione). Tra il 2013 ed il 2015 ha invece giocato da titolare in Conference South (sesta divisione) con il Maidenhead Utd, per poi continuare in seguito a giocare in questa stessa categoria anche con l'Havant & Waterlooville (che l'ha anche ceduto in prestito in settima divisione allo Staines Town) e fare infine ritorno al Maidenhead United, nel frattempo promosso in National League (quinta divisione e più alto livello calcistico inglese al di fuori della Football League); dopo due stagioni si trasferisce al Bromley, sempre in questa stessa categoria, nella quale veste poi anche le maglie di Dag & Red, Boreham Wood e nuovamente Maidenhead United (che nella seconda metà della stagione 2022-2023 lo cede in prestito in sesta divisione all'Hampton & Richmond).

### Nazionale
Ha esordito in nazionale nel 2015.

## Statistiche

### Cronologia presenze e reti in nazionale
| Cronologia completa delle presenze e delle reti in nazionale ― Montserrat | Cronologia completa delle presenze e delle reti in nazionale ― Montserrat | Cronologia completa delle presenze e delle reti in nazionale ― Montserrat | Cronologia completa delle presenze e delle reti in nazionale ― Montserrat | Cronologia completa delle presenze e delle reti in nazionale ― Montserrat | Cronologia completa delle presenze e delle reti in nazionale ― Montserrat | Cronologia completa delle presenze e delle reti in nazionale ― Montserrat | Cronologia completa delle presenze e delle reti in nazionale ― Montserrat |
| Data                                                                      | Città                                                                     | In casa                                                                   | Risultato                                                                 | Ospiti                                                                    | Competizione                                                              | Reti                                                                      | Note                                                                      |
| ------------------------------------------------------------------------- | ------------------------------------------------------------------------- | ------------------------------------------------------------------------- | ------------------------------------------------------------------------- | ------------------------------------------------------------------------- | ------------------------------------------------------------------------- | ------------------------------------------------------------------------- | ------------------------------------------------------------------------- |
| 1-4-2015                                                                  | Lookout                                                                   | Montserrat                                                                | 2 – 2                                                                     | Curaçao                                                                   | Qual. Mondiali 2018                                                       | -                                                                         | 80’                                                                       |
| 9-9-2018                                                                  | Lookout                                                                   | Montserrat                                                                | 1 – 2                                                                     | El Salvador                                                               | CONCACAF Nations League 2019-2020 - Qualificazioni                        | -                                                                         |                                                                           |
| 15-10-2018                                                                | Lookout                                                                   | Montserrat                                                                | 1 – 0                                                                     | Belize                                                                    | CONCACAF Nations League 2019-2020 - Qualificazioni                        | -                                                                         | 90’                                                                       |
| 17-11-2018                                                                | Willemstad                                                                | Aruba                                                                     | 0 – 2                                                                     | Montserrat                                                                | CONCACAF Nations League 2019-2020 - Qualificazioni                        | -                                                                         | 67’ 73’                                                                   |
| 23-3-2019                                                                 | George Town                                                               | Isole Cayman                                                              | 1 – 2                                                                     | Montserrat                                                                | CONCACAF Nations League 2019-2020 - Qualificazioni                        | 1                                                                         |                                                                           |
| 7-9-2019                                                                  | Lookout                                                                   | Montserrat                                                                | 2 – 1                                                                     | Rep. Dominicana                                                           | CONCACAF Nations League 2019-2020 - Fase a gironi                         | 1                                                                         | 71’                                                                       |
| 10-9-2019                                                                 | Lookout                                                                   | Montserrat                                                                | 1 – 1                                                                     | Saint Lucia                                                               | CONCACAF Nations League 2019-2020 - Fase a gironi                         | -                                                                         | 89’                                                                       |
| 13-10-2019                                                                | Lookout                                                                   | Montserrat                                                                | 0 – 2                                                                     | El Salvador                                                               | CONCACAF Nations League 2019-2020 - Fase a gironi                         | -                                                                         |                                                                           |
| 15-10-2019                                                                | Santo Domingo                                                             | Rep. Dominicana                                                           | 0 – 0                                                                     | Montserrat                                                                | CONCACAF Nations League 2019-2020 - Fase a gironi                         | -                                                                         | 66’                                                                       |
| 29-3-2021                                                                 | Willemstad                                                                | Montserrat                                                                | 1 – 1                                                                     | El Salvador                                                               | Qual. Mondiali 2022                                                       | -                                                                         | 45’ 90’                                                                   |
| 2-6-2021                                                                  | San Cristóbal                                                             | Montserrat                                                                | 4 – 0                                                                     | Isole Vergini Americane                                                   | Qual. Mondiali 2022                                                       | 2                                                                         | 60’                                                                       |
| 9-6-2021                                                                  | Saint George's                                                            | Grenada                                                                   | 1 – 2                                                                     | Montserrat                                                                | Qual. Mondiali 2022                                                       | -                                                                         | 59’                                                                       |
| 5-6-2022                                                                  | Santo Domingo                                                             | Montserrat                                                                | 1 – 2                                                                     | Guyana                                                                    | CONCACAF Nations League 2022-2023 - Fase a gironi                         | 1                                                                         |                                                                           |
| 7-6-2022                                                                  | Santo Domingo                                                             | Haiti                                                                     | 3 – 2                                                                     | Montserrat                                                                | CONCACAF Nations League 2022-2023 - Fase a gironi                         | -                                                                         |                                                                           |
| 12-6-2022                                                                 | Santo Domingo                                                             | Montserrat                                                                | 3 – 2                                                                     | Bermuda                                                                   | CONCACAF Nations League 2022-2023 - Fase a gironi                         | 1                                                                         | 74’ 90’                                                                   |
| 25-3-2023                                                                 | Lookout                                                                   | Montserrat                                                                | 0 – 4                                                                     | Haiti                                                                     | CONCACAF Nations League 2022-2023 - Fase a gironi                         | -                                                                         | 74’                                                                       |
| 29-3-2023                                                                 | Saint Michael                                                             | Guyana                                                                    | 0 – 0                                                                     | Montserrat                                                                | CONCACAF Nations League 2022-2023 - Fase a gironi                         | -                                                                         |                                                                           |
| 9-9-2023                                                                  | Bridgetown                                                                | Barbados                                                                  | 2 – 3                                                                     | Montserrat                                                                | CONCACAF Nations League 2023-2024 - 1° Turnoi                             | -                                                                         | 65’                                                                       |
| 12-9-2023                                                                 | Santo Domingo                                                             | Rep. Dominicana                                                           | 3 – 0                                                                     | Montserrat                                                                | CONCACAF Nations League 2023-2024 - 1º turno                              | -                                                                         | 45’ 68’                                                                   |
| Totale                                                                    |                                                                           | Presenze                                                                  | 19                                                                        |                                                                           | Reti                                                                      | 6                                                                         |                                                                           |